# Revisoren
 For alternative betydninger, se Revisoren (flertydig). (Se også artikler, som begynder med Revisoren)
Revisoren (russisk: Ревизор, Revizor) er en satirisk komedie fra 1836 skrevet af den russiske dramatiker og forfatter Nikolaj Gogol. Stykket blev atter opført i lettere revideret udgave i 1842.
Stykket er i fem akter og er en komedie, der udstiller menneskelige fejl, grådighed, dumhed og den omfattende politiske korruption i Det russiske kejserrige. Stykket handler om en tilfældig dagdriver, Khlestakov, fra Sankt Petersborg, der ankommer til en mindre landsby, hvor han bliver forvekslet med en ventet statslig inspektør. Lokalbefolkningen gør alt, hvad den kan for at behage Khlestakov, der ikke gør noget for at bringe landsbyboerne ud af deres vildfarelse.
Stykket gav ved opførelsen anledning til stærk kritik fra den reaktionære presse. Stykket blev alene opført efter zar Nikolaj 1. har grebet ind.
Ifølge D.S. Mirskij er Revisoren "ikke kun suveræn i karakter og dialog – det er et af de få russiske skuespil, der er konstrueret med ufejlbarlig kunst fra start til slut. Den store originalitet i dens plan består i fraværet af al kærlighed og af sympatiske karakterer. Sidstnævnte træk skabte forargelse hos Gogols modstandere, og som satire fik stykket uhyre meget ud af det. Der er ikke et forkert ord eller intonation fra start til slut, og den komiske spænding er af en kvalitet, som end ikke Gogol havde i øvrige dele af sit virke." I 2014 blev stykket af The Daily Telegraph rangeret som et af de 15 største nogensinde skrevet.
Stykket er blevet filmatiseret gentagne gange, ligesom stykket er benyttet til librettoen til flere operaer.